# Zro (Côte d'Ivoire)
Zro est une localité de l'ouest de la Côte d'Ivoire et appartenant au département de Guiglo, Région du Moyen Cavally. La localité de Zro est un chef-lieu de commune.